# Bari-Paleses flygplats
Bari-Paleses flygplats (IATA: BRI, ICAO: LIBD) (även: Bari-Karol Wojtyłas flygplats) (italienska: Aeroporto di Bari-Palese) är en internationell flygplats som betjänar staden Bari i Italien. Den ligger ungefär 8 km nordväst om stadens centrum. Flygplatsens namn är uppkallat efter staden och efter ett närliggande kvarter. Det andra namnet kommer från påven Johannes Paulus II:s namn innan påveämbetet. Flygplatsen trafikerades av 4 318 410 passagerare (2016).